# E8

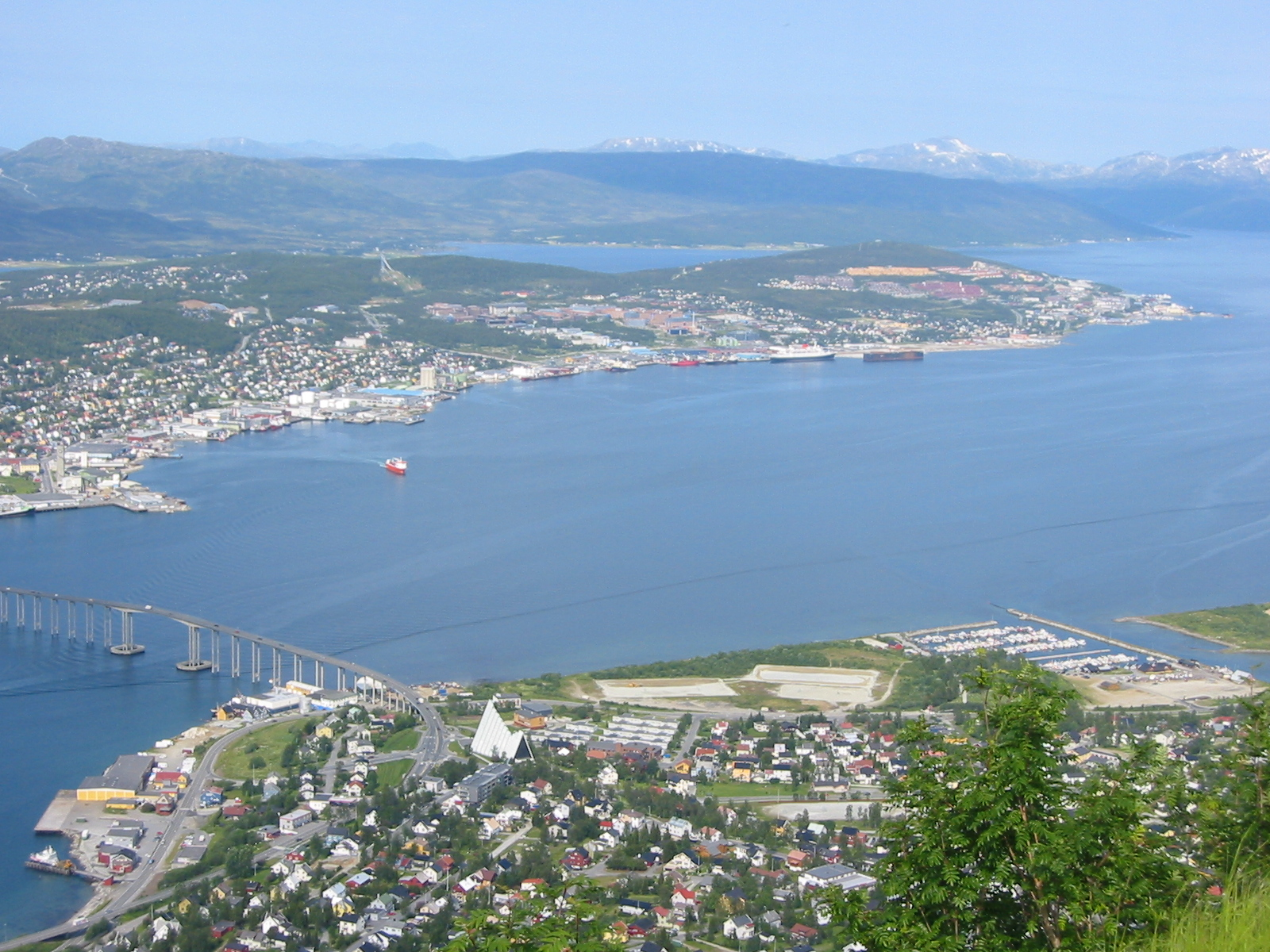
Tromsøysundet, Tromsø, juli 2003. E8 passerar under bron i förgrunden och passerar sundet i en tunnel, något mer i bakgrunden.

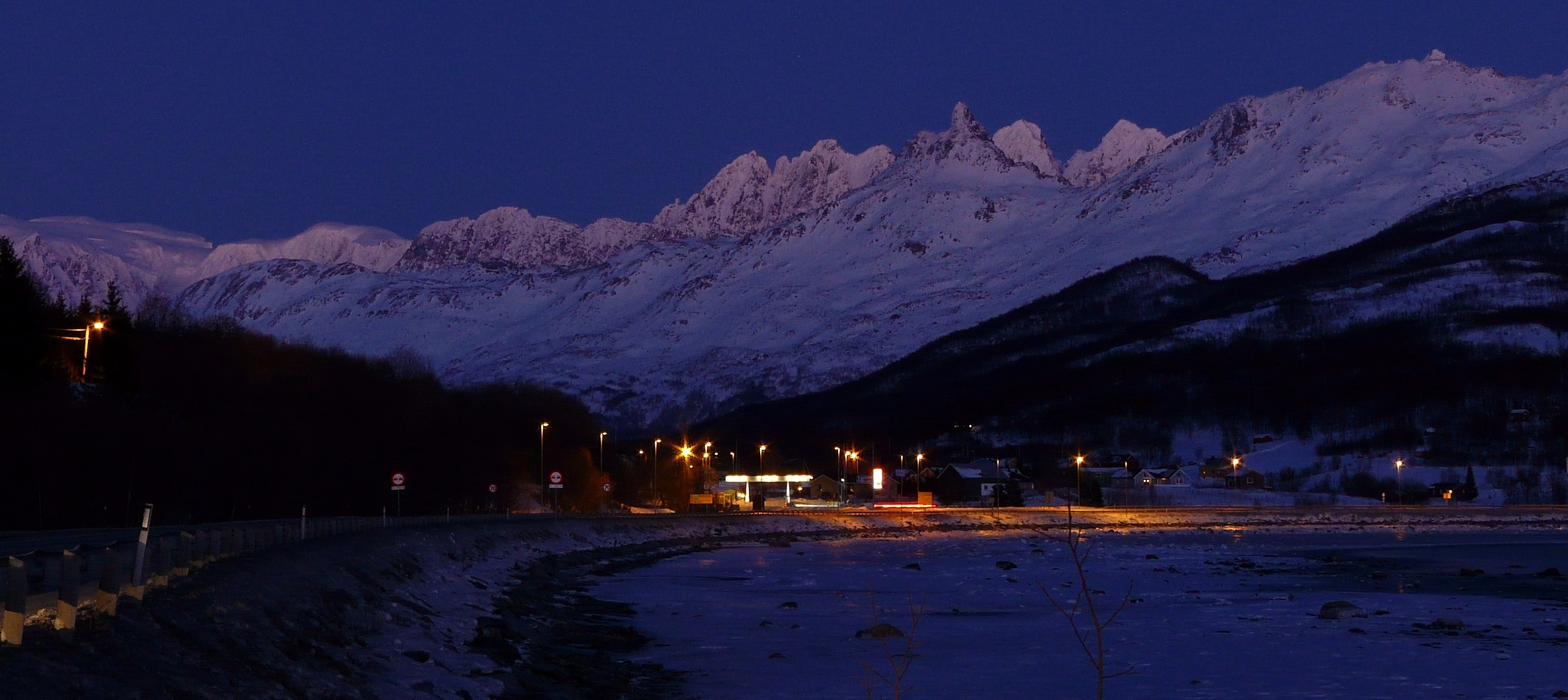
E8 vid Laksvatn i Norge. Strax efter solnedgången lyser himlen upp de snöklädda fjällen.

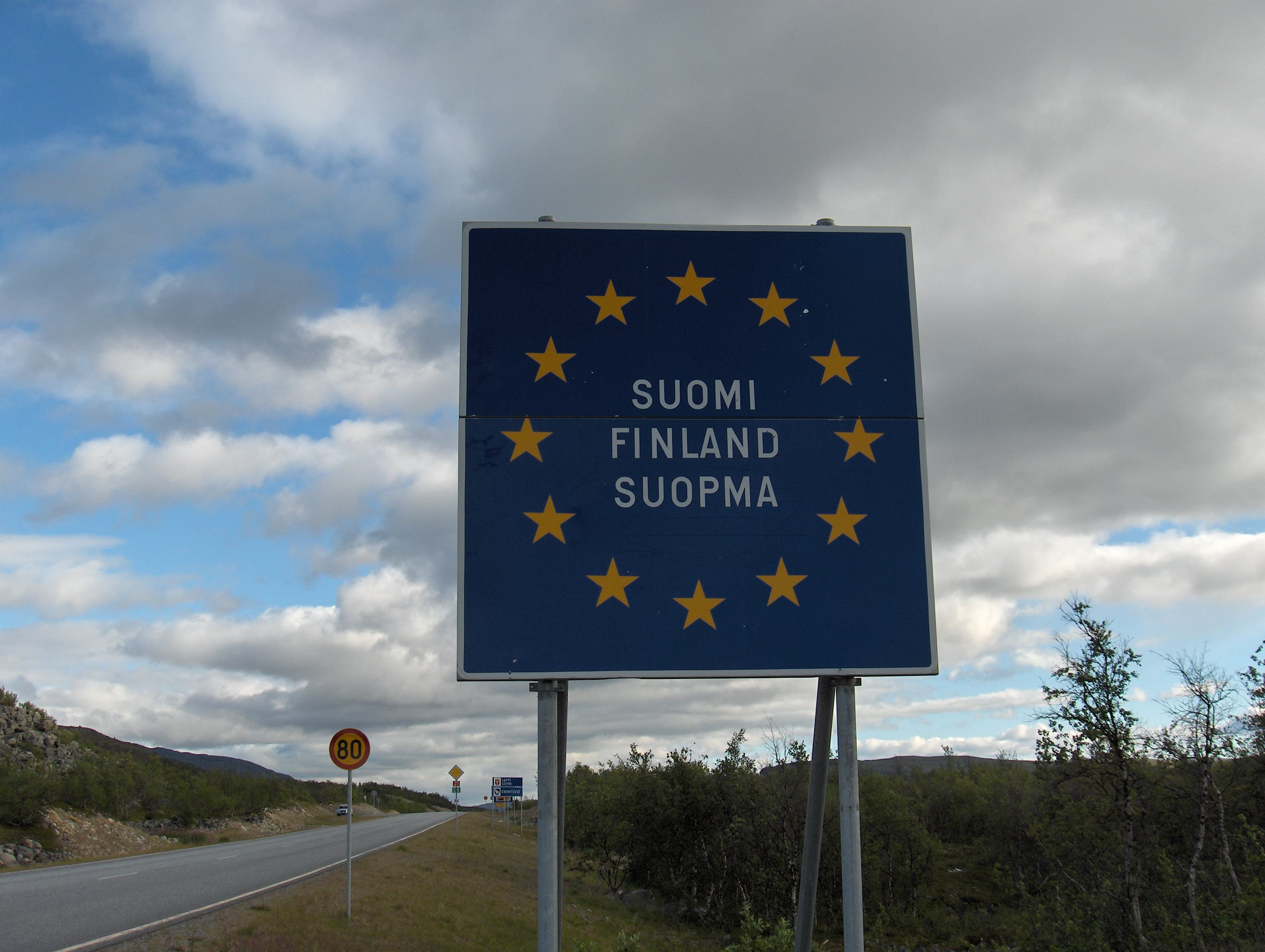
Gränsen mellan Norge och Finland.

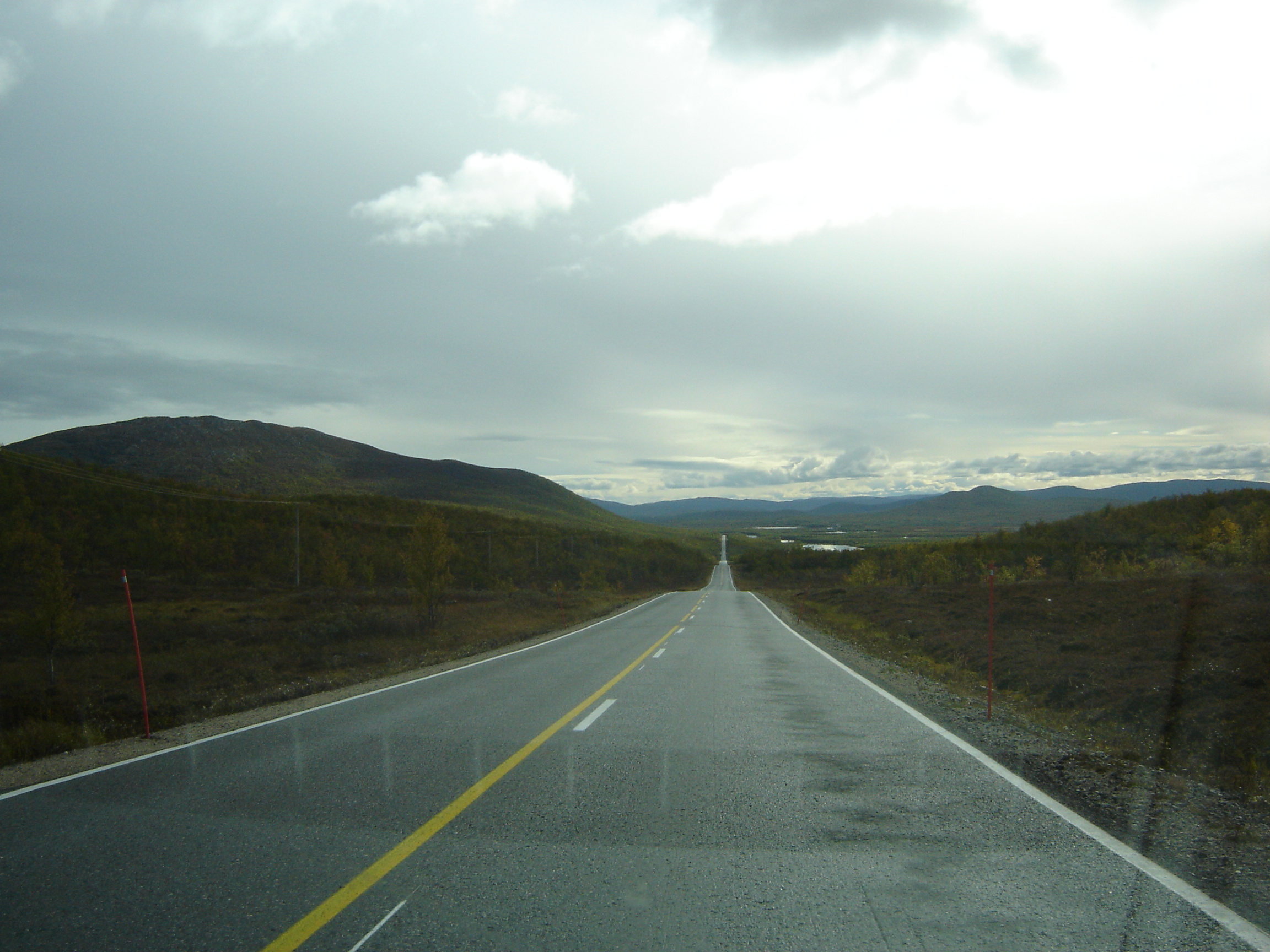
E8 i nordvästligaste delen av Finland.

E8 eller Europaväg 8 är en europaväg som börjar i Tromsø i Norge och slutar i Åbo i Finland.
Den är 1 410 kilometer lång.
Den går mestadels genom Finland. Den möter E6 mellan Nordkjosbotn och Skibotn i Norge, E45 mellan Karesuvanto och Palojoensuu, E4 vid Torneå, E75 mellan Keminmaa och Limingo, E12 mellan Vasa och Korsholm samt E18 och E63 vid Åbo.

## Sträckning
Tromsø – Nordkjosbotn – Skibotn – (gräns Norge-Finland) – Kilpisjärvi – Karesuvanto – Muonio – Kolari – Torneå – Kemi – Uleåborg – Limingo – Brahestad – Karleby – Vasa – Björneborg – Raumo – Åbo
Den har kortare motorvägssträckor nära Åbo, Vasa, Uleåborg samt mellan Torneå och Keminmaa (världens nordligaste motorvägssträcka).
Mellan Kilpisjärvi och Torneå går den hela vägen nära Sverige, längs gränsälven, och mellan 0,1 och 20 kilometer från svenska älvstranden. Det finns broar till Sverige i Karesuvanto, Muonio, Kolari, Pello kyrkoby, Övertorneå och Torneå. Strax söder om Kilpisjärvi finns den högsta punkten på det finländska statliga vägnätet, 565 meter över havet, även högst på hela E8. Den högsta vägen i hela Finland är en privatväg i Ylläs, 715 meter över havet.
E 8 går på följande Riksvägar i Finland:
- 21 Kilpisjärvi gränsövergång till Torneå
- 29 Torneå till Keminmaa
- 4 Keminmaa till Limingo
- 8 Limingo till Åbo

## Historik
E8 infördes 1992 på sträckan mellan Tromsø och Torneå. Den förlängdes med sträckan Torneå–Åbo år 2002.
I det gamla europavägssystemet 1965–1992 hette sträckan Tromsø–Torneå E78. Mellan 1965 och 1968 var det den klart nordligaste europavägen, eftersom E6 bara nådde till Stjørdal utanför Trondheim på grund av dålig standard norr därom. Sträckan Kilpisjärvi–Torneå har ända sedan det blev europaväg varit riksväg 21. Det numret infördes mellan Muonio och Torneå år 1938. Först senare, före 1965, byggdes vägen till Kilpisjärvi.
I det äldre systemet (som i många länder byttes ut 1985) gick E8 följande väg:
London–Harwich–Hoek van Holland–Hannover–Berlin–Warszawa–Brest.

## Trafikplatser och annat längs vägen
|                                            | Nr | Namn                | Skyltning       |
| ------------------------------------------ | -- | ------------------- | --------------- |
| Landsväg Tromsø–finska gränsen             |    |                     |                 |
|                                            |    | Tromsøysundtunnelen | 3 500 m         |
|                                            |    | Nordkjosbotn        | E6 Narvik       |
|                                            |    | Skibotn             | E6 Alta         |
|                                            |    | Kilpisjärvi         | Norge–Finland   |
| Landsväg norska gränsen–Torneå, Riksväg 21 |    |                     |                 |
|                                            |    | Karesuvanto         | E45 Ruotsi      |
|                                            |    | Torneå              | E4 Haaparanta   |
| Motorväg Torneå–Keminmaa                   |    |                     |                 |
|                                            |    | 2 trafikplatser     | se Riksväg 29   |
|                                            |    | Keminmaa            | E75 Rovaniemi   |
|                                            |    | 1 trafikplats       | se Riksväg 4    |
| Motortrafikled Keminmaa–Kemi               |    |                     |                 |
|                                            |    | 4 trafikplatser     | se Riksväg 4    |
| Landsväg Kemi–Haukipudas                   |    |                     |                 |
| Motortrafikled förbi Haukipudas, Riksväg 4 |    |                     |                 |
|                                            |    | 2 trafikplatser     | se Riksväg 4    |
| Motorväg förbi Uleåborg                    |    |                     |                 |
|                                            |    | 11 trafikplatser    | se Riksväg 4    |
| Landsväg Södra Uleåborg–Vasa, Riksväg 8    |    |                     |                 |
|                                            |    |                     | E75 Jyväskylä   |
| Motorväg förbi Vasa                        |    |                     |                 |
|                                            |    |                     | E12 Vasa        |
|                                            |    | 1 trafikplats       | se Riksväg 3    |
|                                            |    |                     | E12 Helsingfors |
| Landsväg Vasa–Åbo, Riksväg 8               |    |                     |                 |
| Motorväg nära Åbo                          |    |                     |                 |
|                                            |    | 4 trafikplatser     | se Riksväg 8    |